# Maneaba ni Maungatabu

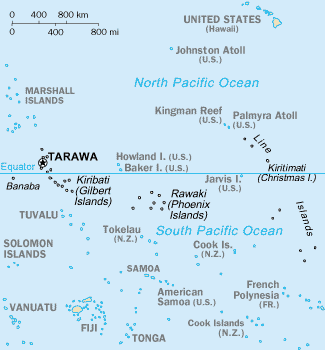
Kiribati

Kiribatis vapen

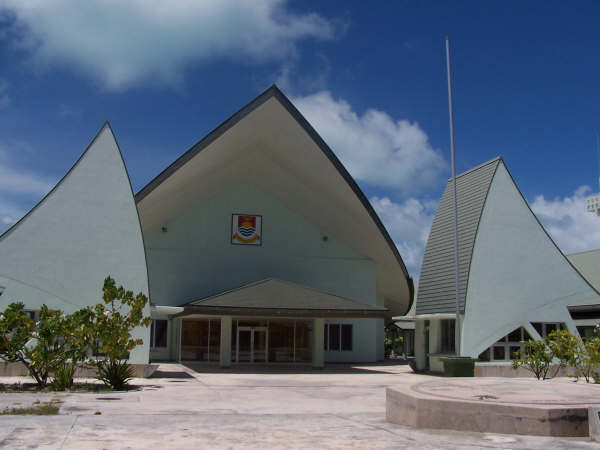
Parlamentsbyggnaden

Maneaba ni Maungatabu (engelska The House of Assembly of Kiribati) är det lokala parlamentet i Kiribati i Stilla havet.

## Parlamentet
Maneaba ni Maungatabu är ett enkammarparlament och är den lagstiftande makten i Kiribati.
Parlamentet har sitt säte i parlamentsbyggnaden "Te Auti ni Maungatabu" på ön Ambo på South Tarawa.

## Sammansättning
46 Members of Parliament (ledamöter) valda på en fyraårsperiod. 2 ledamöter tillsätts ("ex officio", Attorney General (Kronjuristen) och en representant från Rabiön i Fiji där många av de som evakuerades från Banabaön ännu bor kvar) och 44 ledamöter väljs i 23 valkretsar där mandaten fördelar sig (1) på:
- 3 ledamöter från Abaiangdistriktet
- 2 ledamöter från Abemamadistriktet
- 1 ledamot från Aranukadistriktet
- 1 ledamot från Aroraedistriktet
- 1 ledamot från Banabadistriktet
- 2 ledamöter från Berudistriktet
- 3 ledamöter från Betiodistriktet
- 2 ledamöter från Butaritaridistriktet
- 3 ledamöter från Kiritimatidistriktet
- 1 ledamot från Kuriadistriktet
- 2 ledamöter från Maianadistriktet
- 2 ledamöter från Makindistriktet
- 2 ledamöter från Marakeidistriktet
- 2 ledamöter från Nikunaudistriktet
- 2 ledamöter från Nonoutidistriktet
- 2 ledamöter från Onotoadistriktet
- 2 ledamöter från North Tabiteueadistriktet
- 1 ledamot från South Tabiteueadistriktet
- 2 ledamöter från Tabuaerandistriktet
- 3 ledamöter från North Tarawadistriktet
- 3 ledamöter från South Tarawadistriktet
- 1 ledamot från Terainadistriktet

Ledamöterna väljs såväl genom personval som från politiska partier.
Talmannen kallas "Tia Babaire / Speaker" och väljs av ledamöterna själva men tillhör inte de folkvalda ledamöterna.
Statschef är te Beretitenti (President) även om Kiribati formellt är medlem i Samväldet.

## Historia
1963 inrättades "Advisory council" efter en ändring i den lokala konstitutionen och hade då 5 ledamöter. 1967 omstrukturerades nu Advisory council till "House of Representatives" som hade 23 ledamöter. 
1970 ersattes House of Representatives med "Legislative Council" och 1976 inrättades istället "House of Assembly".
Den 12 juli 1979 antog Kiribati sin första konstitution (2) och samma år höll parlamentet Maneaba ni Maungatabu sin första session. Parlamentet hade då 37 ledamöter.
Åren 1979 fram till 2000 hade parlamentet sitt säte på Bairiki och den 14 oktober 2000 invigdes den nuvarande parlamentsbyggnaden på Ambo.
De senaste valen genomfördes den 30 augusti 2007.